# Smith & Wesson 22
La Smith & Wesson (S&W) Model 22 è la versione commerciale del revolver M1917 utilizzato durante la prima guerra mondiale.

## Struttura
Originalmente chiamata M1950, è un revolver dal castello N (largo), ad azione doppia. In calibro .45 ACP, può essere ricaricato con caricatori a mezzaluna o a luna. È costruita per essere semplice e resistente, basti vedere l'assenza di mire mobili e la linea relativamente senza decorazioni, usabile come arma di difesa domestica, in ambienti dove revolver più complessi si danneggerebbero facilmente, o quando la precisione non è un'assoluta priorità.